# Труды по знаковым системам
«Труды по знаковым системам» (Sign Systems Studies) – научный журнал по семиотике; издаётся в Тарту (Издательством Тартуского университета) с 1964 года.
Сначала издавался на русском, c 1998 года на английском языке. Главным редактором был Юрий Лотман, начиная с 1998 года редакторами являются Калеви Кулль с коллегами из отдела семиотики Тартуского университета.
В журнале публиковались:
- Ю. М. Лотман
- В. В. Иванов
- Б. А. Успенский
- В. Н. Топоров
- Б. М. Гаспаров
- М. Л. Гаспаров
- А. М. Пятигорский
- М. Б. Ямпольский
- Ю. Г. Цивьян
- Ю. Кристева
- К. Кулль
- М. Ю. Лотман
- Т. Себеок
- П. Тороп
- У. Эко